# Taz (Looney Tunes)

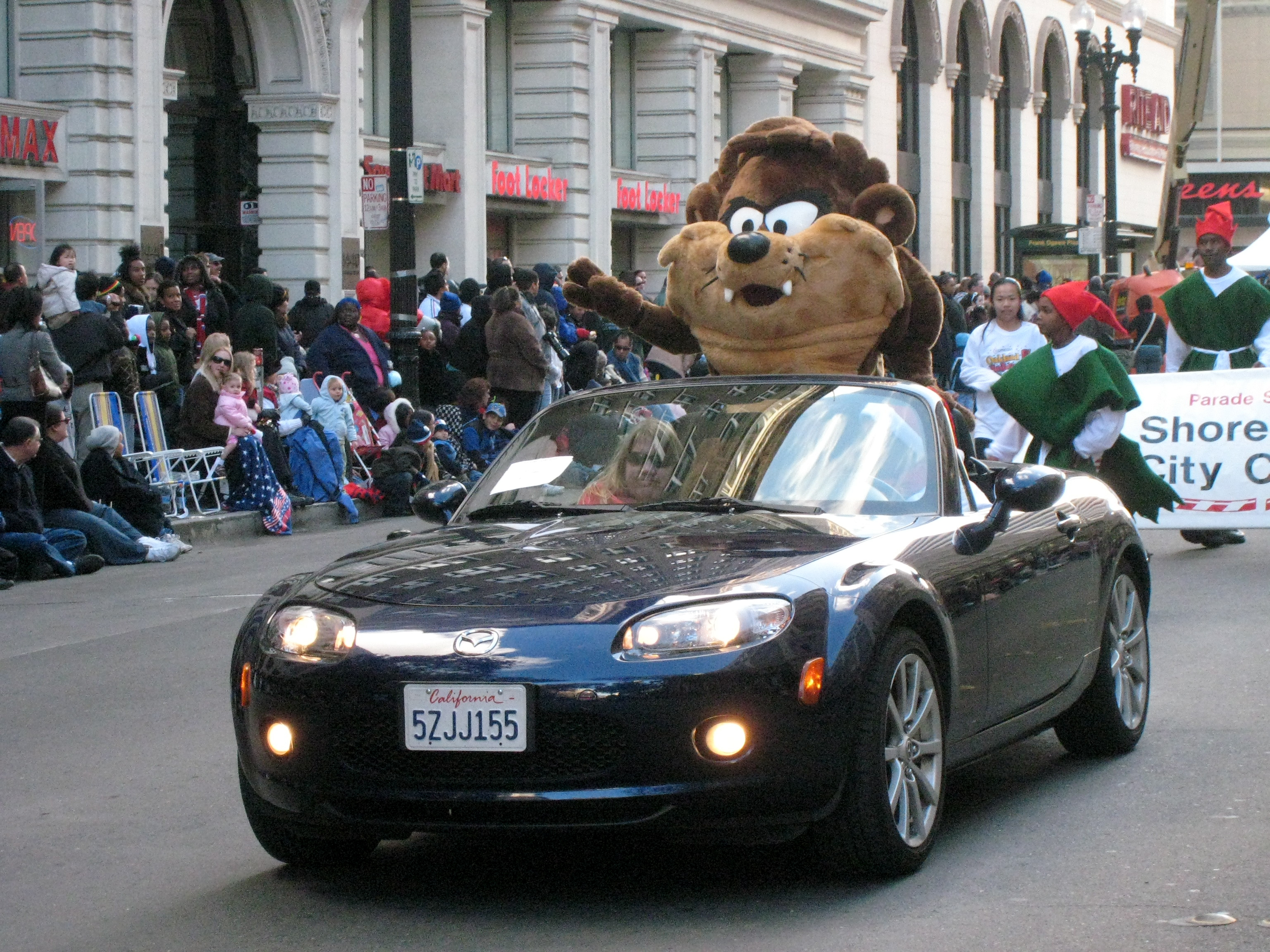
En person utklädd till Taz

Taz (Tasmanian Devil) är en av de sista karaktärerna i Looney Tunes. Han är ett storkäftat glupskt odjur baserat på den verkliga djurarten Tasmansk pungdjävul. Han skapades 1954 och debuten skedde i kortfilmen Devil May Hare där han försöker äta upp Snurre Sprätt.
1991 lanserades den tecknade tv-serien Taz-Mania med Taz i huvudrollen. 
Han har en familj, som består av en mamma, en pappa, en syster och en bror, samt en farbror och en kusin. Dessa är mycket mer civiliserade än Taz, i och med att de faktiskt använder kläder (till skillnad från Taz, som är naken nästan hela tiden) och att de kan prata normalt (även där till skillnad från Taz, som bara morrar och tjuter på olika vis och ibland gör väsen med sin tunga).
Hans rivaler är ofta Snurre Sprätt och Daffy Anka. Han attackerar, och förflyttar sig vanligtvis genom att snurra runt så att han ser ut som en brun virvelvind som river sönder vad som helst. I ett avsnitt rymmer han från ett zoo, men Daffy fångar honom igen genom att sjunga, och när Daffy går följer han efter så han lurar in honom i buren igen. Taz är också med i långfilmerna Space Jam och Looney Tunes: Back in Action.